# Hombre (film)
Hombre is een Amerikaanse film van Martin Ritt die werd uitgebracht in 1967. 
Het scenario is gebaseerd op de gelijknamige roman (1961) van Elmore Leonard. Martin Ritt werkte voor de zesde en laatste keer samen met hoofdacteur Paul Newman.

## Verhaal
Arizona aan het einde van de 19e eeuw. John Russell is een blanke man die als kind werd opgevoed door de Apachen. De Apachen hebben hem 'Hombre' gedoopt en hij is een van hen geworden. Op een dag verneemt Russell van Henry Mendez, een kennis, dat zijn vader is overleden en hem een pension, een stuk land en een gouden uurwerk heeft nagelaten. Russell is van plan het pension te verkopen om een kudde paarden te kopen. Per diligence reist hij af naar het stadje Bisbee, waar het pension zich bevindt. In de postkoets waarvan Mendez de koetsier is, krijgt hij het gezelschap van enkele andere personen: Jessie Brown, de grootmoedige uitbaatster van het pension dat Russell heeft geërfd, Alex Favor, een vertegenwoordiger van het Bureau of Indian Affairs en zijn vrouw Audra, Cicero Grimes, een zelfingenomen en vulgaire revolverheld en avonturier en een jong koppel, Billy Lee en Doris Blake.
De tocht verloopt niet echt aangenaam. De reizigers zitten dicht op elkaar gepakt en wanneer de indianen ter sprake komen ontstaan er spanningen omdat Russell hun verdediging op zich neemt. Russel beweert dat de regering de indianen om de tuin heeft geleid omdat die hen gedwongen heeft op onvruchtbaar land te wonen. De indianen worden zo uitgehongerd, temeer omdat het geld dat het indianenreservaat toekomt, door regeringsambtenaren wordt verduisterd. Als het duidelijk wordt dat Russell zelf een indiaan is verzoekt Favor hem uitdrukkelijk het gezelschap te verlaten en plaats te nemen naast de koetsier.  
Als de postkoets wordt overvallen blijkt dat de overvallers handlangers van Grimes zijn. Ze bestelen de reizigers en zijn vooral uit op de grote som voor de indianen bestemd geld die Favor voor zich heeft gehouden.

## Rolverdeling
| Acteur           | Personage       |
| ---------------- | --------------- |
| Paul Newman      | John Russell    |
| Fredric March    | Alex Favor      |
| Richard Boone    | Cicero Grimes   |
| Diane Cilento    | Jessie Brown    |
| Cameron Mitchell | Frank Braden    |
| Barbara Rush     | Audra Favor     |
| Peter Lazer      | Billy Lee Blake |
| Maggie Bly       | Doris Blake     |
| Martin Balsam    | Henry Mendez    |